# Richard Honig
Richard Martin Honig (* 3. Januar 1890 in Gnesen, Provinz Posen; † 25. Februar 1981 in Göttingen) war ein deutscher Strafrechtler.

## Leben
Richard Honig war seit 1925 Professor in Göttingen und emigrierte 1933 nach Istanbul, wo er an der Universität unterrichtete. Dort verfasste er türkische Einführungen in die Rechtswissenschaft und in die Rechtsphilosophie (beide 1934 f.). 1939 emigrierte er in die USA. Nach seiner Emeritierung in den USA 1963 kam er regelmäßig zu Lehr- und Forschungsaufenthalten nach Deutschland und wohnte an 1974 wieder in Göttingen. Honig gilt als einer der Wegbereiter der Lehre von der objektiven Zurechnung im Strafrecht.

## Weitere Werke
- Die Einwilligung des Verletzten. 1919
- Studien zur juristischen und natürlichen Handlungseinheit. 1925
- Die straflose Vortat und Nachtat. 1927
- Kausalität und objektive Zurechnung. 1930
- Römisches Recht. 1936
- Kirchenrecht. 1954
- Entwurf eines amerikanischen Musterstrafgesetzbuches (Übersetzung, Einleitung und Anmerkungen). 1965
- Wiederaufnahme im amerikanischen Strafverfahren. 1969
- Schwurgericht. 1974.